# تركيا في الألعاب البارالمبية الصيفية 2024
شاركت تركيا في الألعاب البارالمبية الصيفية 2024 في باريس خلال الفترة من 28 أغسطس إلى 8 سبتمبر 2024، وهي المشاركة الثامنة لتركيا في الألعاب البارالمبية الصيفية.

## الميداليات
| الميدالية | الاسم | الرياضة                       | المسابقة                      | التاريخ  |
| --------- | --- | ----------------------------- | ----------------------------- | -------- |
| ذهبية     | محمود بوزتك | التايكوندو                    | رجال 63 كغ                    | 30 أغسطس |
| ذهبية     | أوزنور جوره | الرماية                       | فردي مختلط نساء               | 31 أغسطس |
| ذهبية     | منتخب تركيا لكرة الهدف سيدات فاطمة غول غولر ريحان ييلماز سيفدا ألتين أولوك شيدانور كابلان برفين ألتان سيفتاب ألتون أولوك | كرة الهدف                     | بطولة السيدات                 | 5 سبتمبر |
| ذهبية     | أوموت أونلو | السباحة                       | رجال 50 م حرة إس 3            | 6 سبتمبر |
| ذهبية     | إبراهيم بولوك باشي | الجودو                        | رجال +90 كغ جي 2              | 7 سبتمبر |
| ذهبية     | أوموت أونلو | السباحة                       | رجال 200 م حرة إس 3           | 7 سبتمبر |
| فضية      | علي جان أوزجان | التايكوندو                    | رجال 58 كغ                    | 29 أغسطس |
| فضية      | غامزة غوردال | التايكوندو                    | نساء 57 كغ                    | 30 أغسطس |
| فضية      | فاتح تشيليك | التايكوندو                    | رجال 70 كغ                    | 30 أغسطس |
| فضية      | آيسل أوزغان | الرماية                       | نساء مسدس هوائي 10 م إس إتش 1 | 31 أغسطس |
| فضية      | محمد خلوندي | ألعاب القوى                   | رجال رمي الرمح                | 31 أغسطس |
| فضية      | آيسل أوندر | ألعاب القوى                   | نساء 400 م تي 20              | 3 سبتمبر |
| فضية      | عبد الله كايابينار | رفع الأثقال                   | رجال −49 كغ                   | 4 سبتمبر |
| فضية      | بيسرا دومان | رفع الأثقال                   | نساء −55 كغ                   | 5 سبتمبر |
| فضية      | صادق ساواش مرفي نور إروغلو                                                                                               | الرماية                       | فريق مختلط منحني              | 5 سبتمبر |
| فضية      | كوبرا كوركوت | تنس الطاولة                   | نساء فردي سي 7                | 5 سبتمبر |
| برونزية   | مريم بتول جافدار | التايكوندو                    | نساء 52 كغ                    | 29 أغسطس |
| برونزية   | عبد الله أوزتورك نسيم توران                                                                                              | تنس الطاولة                   | رجال زوجي إم دي 8             | 30 أغسطس |
| برونزية   | علي أوزتورك | تنس الطاولة                   | رجال فردي سي 5                | 3 سبتمبر |
| برونزية   | نازمية موراتلي | رفع الأثقال                   | نساء −45 كغ                   | 4 سبتمبر |
| برونزية   | إبرو آجر | تنس الطاولة                   | نساء فردي سي 11               | 5 سبتمبر |
| برونزية   | إيجم تاشين | الجودو                        | نساء 48 كغ جي 1               | 5 سبتمبر |
| برونزية   | جاهيده إيكي | الجودو                        | نساء 48 كغ جي 2               | 5 سبتمبر |
| برونزية   | سيفيلاي أوزتورك | السباحة                       | نساء 50 م فراشة إس 5          | 6 سبتمبر |
| برونزية   | هاكان أكايا | المبارزة على الكراسي المتحركة | رجال إيبيه أ                  | 6 سبتمبر |
| برونزية   | فاطمة داملا ألتين | ألعاب القوى                   | نساء الوثب الطويل تي 20       | 6 سبتمبر |
| برونزية   | سيبل جام | رفع الأثقال                   | نساء −73 كغ                   | 7 سبتمبر |
| برونزية   | نازان آكين غونيش | الجودو                        | نساء +70 كغ جي 1              | 7 سبتمبر |

### الميداليات المسحوبة
| الميدالية | الاسم      | الرياضة     | المسابقة           | التاريخ       |
| --------- | ---------- | ----------- | ------------------ | ------------- |
| ذهبية     | سجاد هاشمي | ألعاب القوى | 100 متر فئة تي 12 ‏ | 31 أغسطس 2024 |

### الميدالية حسب الرياضة
| الرياضة                       | الأول | الثاني | الثالث | المجموع |
| السباحة                       | 2     | 0      | 1      | 3       |
| التايكوندو                    | 1     | 3      | 1      | 5       |
| النبالة                       | 1     | 1      | 0      | 2       |
| الجودو                        | 1     | 0      | 3      | 4       |
| كرة الهدف                     | 1     | 0      | 0      | 1       |
| رفع الأثقال                   | 0     | 2      | 2      | 4       |
| ألعاب القوى                   | 0     | 2      | 1      | 3       |
| تنس الطاولة                   | 0     | 1      | 3      | 4       |
| الرماية                       | 0     | 1      | 0      | 1       |
| المبارزة على الكراسي المتحركة | 0     | 0      | 1      | 1       |
| المجموع                       | 6     | 10     | 12     | 28      |

### المتوجون عدة مرات
| المتوجون عدة مرات | المتوجون عدة مرات | المتوجون عدة مرات | المتوجون عدة مرات | المتوجون عدة مرات | المتوجون عدة مرات | المتوجون عدة مرات |
| ----------------- | ----------------- | ----------------- | ----------------- | ----------------- | ----------------- | ----------------- |
| الاسم             | الرياضة           | الأول             | الثاني            | الثالث            | المجموع           |                   |
| أوموت أونلو       | السباحة           | 2                 | 0                 | 0                 | 2                 |                   |

## المشاركون
| الرياضة                         | الرجال | النساء | المجموع |
| ------------------------------- | ------ | ------ | ------- |
| النبالة                         | 4      | 5      | 9       |
| ألعاب القوى                     | 6      | 10     | 16      |
| الريشة الطائرة                  | 0      | 2      | 2       |
| كرة القدم الخماسية              | 10     | —      | 10      |
| كرة الهدف                       | 0      | 6      | 6       |
| الجودو                          | 5      | 5      | 10      |
| البارا ترياثلون ‏                | 1      | 0      | 1       |
| رفع الأثقال                     | 2      | 3      | 5       |
| التجديف                         | 1      | 1      | 2       |
| الرماية                         | 3      | 5      | 8       |
| السباحة                         | 2      | 4      | 6       |
| تنس الطاولة                     | 3      | 5      | 8       |
| التايكوندو                      | 4      | 4      | 8       |
| المبارزة على الكراسي المتحركة   | 1      | 0      | 1       |
| كرة المضرب على الكراسي المتحركة | 2      | 0      | 2       |
| المجموع                         | 44     | 50     | 94      |

## النبالة
شاركت تركيا بتسعة رياضيين في منافسات النبالة، كلهم تألقوا خلال بطولة العالم للنبالة لذوي الاحتياجات الخاصة 2023 في بلزن في جمهورية التشيك، وأيضا خلال بطولة التأهل العالمية 2024 في دبي الإماراتية.
الرجال
| الرياضي               | المسابقة     | جولة الترتيب | جولة الترتيب | الدور الثاني                            | دور الـ16                         | ربع النهائي               | نصف النهائي     | النهائي         | النهائي |
| الرياضي               | المسابقة     | النتيجة      | البذرة       | المنافس النتيجة                         | المنافس النتيجة                   | المنافس النتيجة           | المنافس النتيجة | المنافس النتيجة | الترتيب |
| --------------------- | ------------ | ------------ | ------------ | --------------------------------------- | --------------------------------- | ------------------------- | --------------- | --------------- | ------- |
| بهاء الدين حكيم أوغلو | فردي دبليو 1 | 661          | 2            | —                                       | باولو تونون (إيطاليا) · خ 134-138 | لم يتقدم                  | لم يتقدم        | لم يتقدم        | 5       |
| يغيت جانر أيدن        | فردي دبليو 1 | 640          | 8            | شاون أندرسون (جنوب إفريقيا) · خ 132-133 | لم يتقدم                          | لم يتقدم                  | لم يتقدم        | لم يتقدم        | 9       |
| صادق ساوش             | فردي ريكورف  | 646          | 4            | لوتشيانو ريزندي (البرازيل) · ف 6–0      | نيتسيري (تايلاند) · ف 6–4         | عرب عامري (إيران) · خ 6–0 | لم يتقدم        | لم يتقدم        | 5       |
| يافوز باباغان         | فردي ريكورف  | 605          | 18           | فابتشيتش (سلوفينيا) · ف 6–4             | كواك (كوريا الجنوبية) · خ 2–6     | لم يتقدم                  | لم يتقدم        | لم يتقدم        | 9       |

النساء
| الرياضية          | المسابقة      | جولة الترتيب | جولة الترتيب | الدور الثاني                   | دور الـ16                       | ربع النهائي                           | نصف النهائي                           | النهائي                  | النهائي |
| الرياضية          | المسابقة      | النتيجة      | البذرة       | المنافسة النتيجة               | المنافسة النتيجة                | المنافسة النتيجة                      | المنافسة النتيجة                      | المنافسة النتيجة         | الترتيب |
| ----------------- | ------------- | ------------ | ------------ | ------------------------------ | ------------------------------- | ------------------------------------- | ------------------------------------- | ------------------------ | ------- |
| نيل ميصير         | فردي دبيلو 1  | 572          | 9            | —                              | بيليتزاري (إيطاليا) · ف 118-112 | موسيلوفا (جمهورية التشيك) · خ 125-126 | لم تتقدم                              | لم تتقدم                 | 5       |
| أوزنور جوره       | فردي كومباوند | 704 ر.ق      | 1            | —                              | فيريلي (إندونيسيا) · ف 143-128  | أدهانا (الهند) · ف 145-140            | غرينهام (بريطانيا العظمى) · ف 145-143 | همتي (إيران) · ف 144-141 | الأول   |
| سيفغي يورولماز    | فردي كومباوند | 634          | 27           | جولي شوبين (فرنسا) · خ 127-130 | لم تتقدم                        | لم تتقدم                              | لم تتقدم                              | لم تتقدم                 | 17      |
| مريفه نور إيروغلو | فردي ريكورف   | 581          | 8            | تقدم تلقائي                    | أولشيفسكا (بولندا) · خ 0-6      | لم تتقدم                              | لم تتقدم                              | لم تتقدم                 | 9       |
| يغمور شنغول       | فردي ريكورف   | 579          | 10           | ليديس بوسادا (كوبا) · ف 6-0    | بوجا خانا (الهند) · خ 0-6       | لم تتقدم                              | لم تتقدم                              | لم تتقدم                 | 9       |

مختلط
| الرياضي                         | المسابقة     | جولة الترتيب | جولة الترتيب | دور الـ16       | ربع النهائي                | نصف النهائي      | النهائي         | النهائي |
| الرياضي                         | المسابقة     | النتيجة      | البذرة       | المنافس النتيجة | المنافس النتيجة            | المنافس النتيجة  | المنافس النتيجة | الترتيب |
| ------------------------------- | ------------ | ------------ | ------------ | --------------- | -------------------------- | ---------------- | --------------- | ------- |
| بهاء الدين حكيم أوغلو نيل ميصير | فريق دبليو 1 | 1233         | 5            | —               | كوريا الجنوبية · خ 132-134 | لم يتقدما        | لم يتقدما       | 5       |
| صادق ساوش مريفه نور إيروغلو     | فريق ريكورف  | 1227         | 3            | —               | أوكرانيا · ف 5-3           | سلوفينيا · ف 5-4 | إيطاليا · خ 2-6 | الثاني  |

## ألعاب القوى
مسابقات المضمار والطريق
| الرياضي        | المسابقة                | الجولة   | الجولة  | النهائي  | النهائي |
| الرياضي        | المسابقة                | النتيجة  | الترتيب | النتيجة  | الترتيب |
| -------------- | ----------------------- | -------- | ------- | -------- | ------- |
| سجاد هاشمي     | 100 متر رجال فئة تي 12  | 10.89 DQ | 1 Q     | 10.70 DQ | 1       |
| سجاد هاشمي     | 400 متر رجال فئة تي 12  | — DQ     | — DQ    | — DQ     | — DQ    |
| أوغوز أقبولوت  | 400 متر رجال فئة تي 12  | 50.04    | 4 Q     | 50.68    | 4       |
| ميكائيل آل     | 1500 متر رجال فئة تي 13 | —        | —       | 3:55.34  | 8       |
| ميكائيل آل     | 5000 متر رجال فئة تي 13 | —        | —       | 16:12.45 | 7       |
| آيسيل أوندر    | 400 متر نساء فئة تي 20  | 54.96 WR | 1 Q     | 55.23    | الثاني  |
| حميدة دوغانغون | 100 متر نساء فئة تي 53  | —        | —       | 16.88    | 6       |
| حميدة دوغانغون | 400 متر نساء فئة تي 53  | —        | —       | 56.90    | 5       |
| حميدة دوغانغون | 800 متر نساء فئة تي 53  | —        | —       | 1:51.70  | 4       |

مسابقات الميدان
الرجال
| الرياضي        | المسابقة               | النهائي | النهائي |
| الرياضي        | المسابقة               | المسافة | الموقع  |
| -------------- | ---------------------- | ------- | ------- |
| عبد الله إلغاز | الوثب العالي فئة تي 47 | 1.98    | 4       |
| محمد عاتجي     | دفع الجلة فئة إف 20    | 16.09   | 5       |
| محمد خالواندي  | رمي الرمح فئة إف 57    | 49.97   | الثاني  |

النساء
| الرياضية          | المسابقة               | النهائي | النهائي |
| الرياضية          | المسابقة               | المسافة | الموقع  |
| ----------------- | ---------------------- | ------- | ------- |
| بوشرا نور تيريكلي | رمي القرص فئة إف 11    | 26.08   | 8       |
| إسرا بيراق        | الوثب الطويل فئة تي 20 | 5.64    | 4       |
| فاطمة داملا ألتين | الوثب الطويل فئة تي 20 | 5.73    | الثالث  |
| ريحان طاشدلن      | الوثب الطويل فئة تي 20 | 5.11    | 12      |
| سراب دمير كابو    | رمي الرمح فئة إف 13    | DNS     | DNS     |
| إبرار كسكين       | دفع الجلة فئة إف 20    | 13.66   | 5       |
| إيدا يلديريم      | دفع الجلة فئة إف 20    | 11.95   | 13      |
| ربيعة جيريت       | دفع الجلة فئة إف 40    | 7.46    | 9       |

## الريشة الطائرة
شاركت تركيا في منافسات تنس الريشة برياضيتين اثنتين، فيما يلي تفاصيل مشاركتهم في هذه الألعاب البارالمبية.
| الرياضية      | المسابقة                  | مرحلة المجموعات                         | مرحلة المجموعات                         | مرحلة المجموعات                   | مرحلة المجموعات | ربع النهائي                                 | نصف النهائي      | النهائي / م.ب    | النهائي / م.ب |
| الرياضية      | المسابقة                  | المنافسة النتيجة                        | المنافسة النتيجة                        | المنافسة النتيجة                  | الترتيب         | المنافسة النتيجة                            | المنافسة النتيجة | المنافسة النتيجة | الترتيب       |
| ------------- | ------------------------- | --------------------------------------- | --------------------------------------- | --------------------------------- | --------------- | ------------------------------------------- | ---------------- | ---------------- | ------------- |
| أمينة سيتشكين | فردي نساء فئة دبليو إتش 2 | يامازاكي (اليابان) · خ (15–21، 14–21)   | يوتونغ (الصين) · خ (5–21، 8–21)         | —                                 | 3               | لم تتقدم                                    | لم تتقدم         | لم تتقدم         | 7             |
| حليمة يلدز    | فردي نساء فئة إس إل 3     | نوريكو إيتو (اليابان) · ف (21–10، 21–4) | هينبرايوان (تايلاند) · ف (21-12، 21–18) | زوكسيان (الصين) · خ (9–21، 10-21) | 2 Q             | كوزينا (أوكرانيا) · خ (21–14، 15-21، 24-26) | لم تتقدم         | لم تتقدم         | 5             |

## كرة القدم الخماسية
تأهل منتخب تركيا لكرة القدم الخماسية للمكفوفين إلى دورة الألعاب البارالمبية بعد فوزه بالبطولة الأوروبية لسنة 2022 التي أُقيمت في مدينة بسكارا الإيطالية.
ملخص المشاركة
| المنتخب      | المسابقة     | دور المجموعات    | دور المجموعات | دور المجموعات | دور المجموعات | تحديد المركزين السابع والثامن | تحديد المركزين السابع والثامن |
| المنتخب      | المسابقة     | الخصم النتيجة    | الخصم النتيجة | الخصم النتيجة | الترتيب       | الخصم النتيجة                 | الترتيب                       |
| ------------ | ------------ | ---------------- | ------------- | ------------- | ------------- | ----------------------------- | ----------------------------- |
| منتخب الرجال | بطولة الرجال | البرازيل · خ 0–3 | الصين · خ 0–2 | فرنسا · خ 0–2 | 4             | اليابان · ف 2–0               | 7                             |

تشكيلة الفريق

المدرب: نيازي ميتين
الجدول التالي يُوضح تشكيلة منتخب تركيا لكرة القدم الخماسية للمكفوفين التي شاركت في دورة الألعاب البارالمبية الصيفية 2024.
| ر. | م. | اللاعب         | الفئة | تاريخ الازدياد (العمر)    |
| -- | -- | -------------- | ----- | ------------------------- |
| 1  | GK | حسين سايجلي    | مُبصر  | 6 مايو 1991 (العمر 33)    |
| 2  | MF | رجب آيدينيز    | بي 1 ‏ | 19 ديسمبر 1995 (العمر 28) |
| 3  | DF | محمد علي أوكتم | بي 1 ‏ | 10 أغسطس 2001 (العمر 23)  |
| 5  | DF | أرطغرل ديميريل | بي 1 ‏ | 11 أكتوبر 1990 (العمر 33) |
| 7  | MF | عمر أصلان      | بي 1 ‏ | 7 نوفمبر 1996 (العمر 27)  |
| 10 | MF | جلال شوباي     | بي 1 ‏ | 23 يونيو 1993 (العمر 31)  |
| 11 | FW | حسن شاتاي      | بي 1 ‏ | 7 أكتوبر 1994 (العمر 29)  |
| 14 | FW | أوغوزان يوكوش  | بي 1 ‏ | 13 سبتمبر 1996 (العمر 27) |
| 16 | DF | سميح دنيز      | بي 1 ‏ | 4 يناير 1989 (العمر 35)   |
| 23 | GK | كريم يلديرير   | مُبصر  | 25 يناير 2004 (العمر 20)  |

دور المجموعات
| م | الفريق    | لعب | ف | ت | خ | أ.له | أ.ع | أ.ف | نقاط | التأهل                               |
| - | --------- | --- | - | - | - | ---- | --- | --- | ---- | ------------------------------------ |
| 1 | البرازيل  | 3   | 2 | 1 | 0 | 6    | 0   | +6  | 7    | نصف النهائي                          |
| 2 | فرنسا (H) | 3   | 2 | 0 | 1 | 3    | 3   | 0   | 6    | نصف النهائي                          |
| 3 | الصين     | 3   | 1 | 1 | 1 | 2    | 1   | +1  | 4    | مباراة تحديد المركزين الخامس والسادس |
| 4 | تركيا     | 3   | 0 | 0 | 3 | 0    | 7   | −7  | 0    | مباراة تحديد المركزين السابع والثامن |

| البرازيل                                   | 3–0   | تركيا |
| ------------------------------------------ | ----- | ----- |
| - نوناتو 6' (ض.ج)، 21' (ض.ج) - جيفرسون 20' | تقرير |       |

| تركيا | 0–2   | الصين                |
| ----- | ----- | -------------------- |
|       | تقرير | - زهو 20' - تانغ 24' |

| تركيا | 0–2   | فرنسا                   |
| ----- | ----- | ----------------------- |
|       | تقرير | - فيلورو 5' - بارون 20' |

مباراة تحديد المركزين السابع والثامن
| تركيا                   | 2–0   | اليابان |
| ----------------------- | ----- | ------- |
| - شاتاي 22' - أصلان 29' | تقرير |         |

## كرة الهدف
ملخص المشاركة
| المنتخب              | المسابقة      | دور المجموعات  | دور المجموعات | دور المجموعات | دور المجموعات | ربع النهائي          | نصف النهائي    | النهائي / م.ب | النهائي / م.ب |
| المنتخب              | المسابقة      | المنافس الخصم  | المنافس الخصم | المنافس الخصم | الترتيب       | المنافس الخصم        | المنافس الخصم  | المنافس الخصم | الترتيب       |
| -------------------- | ------------- | -------------- | ------------- | ------------- | ------------- | -------------------- | -------------- | ------------- | ------------- |
| منتخب تركيا للسيدات ‏ | بطولة السيدات | البرازيل ت 3–3 | الصين خ 5–7   | إسرائيل ف 5–4 | 2 تأهل        | كوريا الجنوبية ف 6–3 | البرازيل ف 3–1 | إسرائيل ف 8–3 | الأول         |

### بطولة السيدات
تأهل منتخب تركيا لكرة الهدف للسيدات مباشرة إلى الألعاب البارالمبية الصيفية بعد نيله بطولة العالم لكرة الهدف 2022 التي أُقيمت في متزنيش في البرتغال.
تشكيلة المنتخب

المدرب: غولتيكين كاراسو
فيما يلي تشكيلة منتخب تركيا لكرة الهدف للسيدات المُشاركة في الألعاب البارالمبية الصيفية.
| ر. | اللاعبة          | الفئة | تاريخ الميلاد (العمر)     |
| -- | ---------------- | ----- | ------------------------- |
| 1  | فاطمة غولر       | بي 2  | 12 فبراير 2004 (العمر 20) |
| 2  | ريحان يلماز      | بي 2  | 18 نوفمبر 2001 (العمر 22) |
| 3  | سيفدا ألتونولوك  | بي 2  | 1 أبريل 1994 (العمر 30)   |
| 4  | شيدانور كابلان   | بي 2  | 23 مارس 2000 (العمر 24)   |
| 7  | سيفتاب ألتونولوك | بي 3 ‏ | 1 أكتوبر 1995 (العمر 28)  |
| 8  | بيرفين ألتان     | بي 3 ‏ | 24 نوفمبر 2003 (العمر 20) |

دور المجموعات
| م | الفريق   | لعب | ف | ت | خ | أ.له | أ.ع | أ.ف | نقاط | التأهل      |
| - | -------- | --- | - | - | - | ---- | --- | --- | ---- | ----------- |
| 1 | الصين    | 3   | 3 | 0 | 0 | 16   | 7   | +9  | 9    | ربع النهائي |
| 2 | تركيا    | 3   | 1 | 1 | 1 | 13   | 14  | −1  | 4    | ربع النهائي |
| 3 | إسرائيل  | 3   | 1 | 0 | 2 | 13   | 15  | −2  | 3    | ربع النهائي |
| 4 | البرازيل | 3   | 0 | 1 | 2 | 8    | 14  | −6  | 1    | ربع النهائي |

| تركيا                   | 3–3     | البرازيل                         |
| ----------------------- | ------- | -------------------------------- |
| - آلتونولوك 2'، 4'، 22' | التقرير | - دي ليما ‏ 0'، 7' - فيتورينو 12' |

| الصين                                        | 7–5     | تركيا                                |
| -------------------------------------------- | ------- | ------------------------------------ |
| - وانغ شونيان 1'، 6'، 6'، 12'، 13'، 13'، 16' | التقرير | - آلتونولوك 0'، 1'، 3'، 5' - غولر 5' |

| تركيا                                 | 5–4     | إسرائيل                                          |
| ------------------------------------- | ------- | ------------------------------------------------ |
| - آلتونولوك 7'، 8'، 8'، 14' - غولر 9' | التقرير | - ماهاميد 13' - بين ديفيد ‏ 15'، 20' - مزراحي 23' |

ربع النهائي
| تركيا                                             | 6–3     | كوريا الجنوبية                          |
| ------------------------------------------------- | ------- | --------------------------------------- |
| - آلتونولوك 0'، 2'، 6'، 12' - غولر 6' - ألتان 22' | التقرير | - سيو مين جي 5' - سيم سيون هوا 17'، 23' |

نصف النهائي
| البرازيل      | 1–3     | تركيا                        |
| ------------- | ------- | ---------------------------- |
| - فيتورينو 6' | التقرير | - غولر 2' - آلتونولوك 3'، 8' |

مباراة الميدالية الذهبية
| إسرائيل                 | 3–8     | تركيا                                             |
| ----------------------- | ------- | ------------------------------------------------- |
| - بن ديفيد ‏ 3'، 8'، 18' | التقرير | - آلتونولوك 1'، 3'، 4'، 15' - غولر 1'، 4'، 5'، 8' |

## الجودو
الرجال
| الرياضي           | المسابقة        | دور الـ16                     | ربع النهائي                   | نصف النهائي                       | الاستدراك 1     | الاستدراك 2                   | النهائي / م.ب                | النهائي / م.ب |
| الرياضي           | المسابقة        | المنافس النتيجة               | المنافس النتيجة               | المنافس النتيجة                   | المنافس النتيجة | المنافس النتيجة               | المنافس النتيجة              | الترتيب       |
| ----------------- | --------------- | ----------------------------- | ----------------------------- | --------------------------------- | --------------- | ----------------------------- | ---------------------------- | ------------- |
| غوكتشه يافوز      | −73 كغ فئة جي 1 | إيافا (البرتغال) · خ 00–10    | لم يتقدم                      | لم يتقدم                          | لم يتقدم        | لم يتقدم                      | لم يتقدم                     | 9             |
| ياسين جيمجيلر     | −90 كغ فئة جي 1 | تقدم تلقائي                   | داشتسيرين (إيطاليا) · ف 10–00 | كافالكانتي (البرازيل) · خ 00–11   | —               | تقدم تلقائي                   | كريتول (مولدوفا) · خ 01–10   | 5             |
| أونور طاشطان      | +90 كغ فئة جي 1 | —                             | داشتسيرين (منغوليا) · خ 00–10 | لم يتقدم                          | —               | أوتيبوف (كازاخستان) · ف 10–00 | غراندري (فرنسا) · خ 00–10    | 5             |
| رجب جيفتجي        | −73 كغ فئة جي 2 | فارغوتسكي (رومانيا) · خ 00–10 | لم يتقدم                      | لم يتقدم                          | لم يتقدم        | لم يتقدم                      | لم يتقدم                     | 9             |
| إبراهيم بولوكباشي | +90 كغ فئة جي 2 | —                             | تقدم تلقائي                   | سكيلي (بريطانيا العظمى) · ف 01–00 | —               | تقدم تلقائي                   | تشيكويدزي (جورجيا) · ف 01–00 | الأول         |

النساء
| الرياضية         | المسابقة        | دور الـ16                  | ربع النهائي                      | نصف النهائي                    | الإنقاذ                            | النهائي / م.ب                  | النهائي / م.ب |
| الرياضية         | المسابقة        | المنافسة النتيجة           | المنافسة النتيجة                 | المنافسة النتيجة               | المنافسة النتيجة                   | المنافسة النتيجة               | الترتيب       |
| ---------------- | --------------- | -------------------------- | -------------------------------- | ------------------------------ | ---------------------------------- | ------------------------------ | ------------- |
| إيجيم طاشين      | −48 كغ فئة جي 1 | تقدم تلقائي                | مولر (ألمانيا) · ف 10–00         | هانغاي (اليابان) · خ 00–01     | تقدم تلقائي                        | ماسورو (اليونان) · ف 10-00     | الثالث        |
| مريفه أوسلو      | −70 كغ فئة جي 1 | تقدم تلقائي                | بريندا سوزا (البرازيل) · خ 00–10 | لم تتقدم                       | ماتيلدا لاوريا (إيطاليا) · ف 10–00 | بيرنهايم (السويد) · خ 00–11    | 5             |
| نازان أكين غونيش | +70 كغ فئة جي 1 | تقدم تلقائي                | إسمييفا (أذربيجان) · ف 10–00     | زواغا (البرازيل) · خ 00-10     | تقدم تلقائي                        | إرغاشيفا (أوزبكستان) · ف 10–00 | الثالث        |
| جاهيدة إيكه      | −48 كغ فئة جي 2 | تقدم تلقائي                | إيفانيتسكا (أوكرانيا) · ف 01–00  | ناواتبيك (كازاخستان) · خ 00–11 | تقدم تلقائي                        | تال (ألمانيا) · ف 10-00        | الثالث        |
| دوندو يشيليورت   | −57 كغ فئة جي 2 | بروسيغ (ألمانيا) · ف 11–00 | آرسي باينو (إسبانيا) · خ 00–11   | لم تتقدم                       | وانغ (الصين) · ف 10–01             | فيدوسوفا (كازاخستان) · خ 00–11 | 5             |

## التايكوندو
تألف الفريق التركي المُشارك في منافسات التايكوندو من 8 رياضيين. جميعهم تأهلوا إلى ألعاب باريس 2024 بفضل تواجدهم ضمن المراكز الستة الأولى في التصنيف البارالمبي في فئاتهم الخاصة.
الرجال
| الرياضي         | المسابقة | الدور الأول                   | ربع النهائي                               | نصف النهائي                       | الإعادة         | النهائي / م.ب                          | النهائي / م.ب |
| الرياضي         | المسابقة | المنافس النتيجة               | المنافس النتيجة                           | المنافس النتيجة                   | المنافس النتيجة | المنافس النتيجة                        | الترتيب       |
| --------------- | -------- | ----------------------------- | ----------------------------------------- | --------------------------------- | --------------- | -------------------------------------- | ------------- |
| علي جان أوزجان  | –58 كغ   | تقدم تلقائي                   | جويل مارتين فيلالوبوس (إسبانيا) · ف 22–17 | صابر زينالوف (أذربيجان) · ف 23–18 | —               | آساف ياسور (إسرائيل) · خ 12–19         | الثاني        |
| محمود بوزتك     | –63 كغ   | تقدم تلقائي                   | عدنان ميلاد (إسرائيل) · ف 30–7            | ناثان توركاتو (البرازيل) · ف 10–6 | —               | غانباتين بولور-إردين (منغوليا) · ف 9–7 | الأول         |
| فاتح تشيليك     | –70 كغ   | تقدم تلقائي                   | غيورغي نيكولادزي (جورجيا) · ف 24–19       | شونسوكي كودو (اليابان) · ف 15–10  | —               | إمام الدين خليلوف (أذربيجان) · خ 2–15  | الثاني        |
| محمد سامي ساراج | +80 كغ   | إدريسا كيتا (السنغال) · خ 4–6 | لم يتأهل                                  | لم يتأهل                          | لم يتأهل        | لم يتأهل                               | 11            |

النساء
| الرياضية         | المسابقة | الدور الأول                  | ربع النهائي                             | نصف النهائي                   | الإعادة                                        | النهائي / م.ب                          | النهائي / م.ب |
| الرياضية         | المسابقة | المنافسة النتيجة             | المنافسة النتيجة                        | المنافسة النتيجة              | المنافسة النتيجة                               | المنافسة النتيجة                       | الترتيب       |
| ---------------- | -------- | ---------------------------- | --------------------------------------- | ----------------------------- | ---------------------------------------------- | -------------------------------------- | ------------- |
| نور جيهان إكينجي | –47 كغ   | أرونا تنوار (الهند) · ف 19–0 | خوانسودا فوانغكيتشا (تايلاند) · خ 4–8   | لم تتأهل                      | ذكية خدادادي (Refugee Paralympic Team) · خ 1–9 | لم تتأهل                               | 7             |
| مريم بتول جافدار | –52 كغ   | تقدم تلقائي                  | آنا جاباريدزي (جورجيا) · خ 6–7          | —                             | ماريا إدواردا ستومبف (البرازيل) · ف 8–6        | جيسيكا غارسيا كيجانو (المكسيك) · ف 6–3 | الثالث        |
| غامزة غوردال     | –57 كغ   | تقدم تلقائي                  | إيرين وار (فيجي) · ف 29–5               | ماريا ميتشيف (صربيا) · ف 14–1 | —                                              | لي يوجي (الصين) · خ 0–11               | الثاني        |
| سيجيل إر         | –65 كغ   | تقدم تلقائي                  | ماري أنطوانيت داسي (الكاميرون) · خ 6–13 | لم تتأهل                      | كريستينا غكينتزو (اليونان) · خ 2–23            | لم تتأهل                               | 7             |

## البارا ترياثلون
مثل رياضي واحد تركيا في هذا الصنف الرياضي من الألعاب البارالمبية الصيفية 2024.
| الرياضي       | المسابقة            | السباحة | الانتقال 1 | الدراجة | الانتقال 2 | الجري | الوقت الإجمالي | الترتيب |
| ------------- | ------------------- | ------- | ---------- | ------- | ---------- | ----- | -------------- | ------- |
| أوغورجان أوزر | رجال فئة بي تي إس 5 | 11:32   | 0:58       | 30:51   | 0:32       | 17:24 | 1:01:17        | 6       |

## رفع الأثقال
حصلت تركيا على خمس مقاعد في رفع الأثقال بفضل التصنيفات العالمية عندما انتهت فترة التأهيل في 26 يونيو 2024.
| الرياضي            | المسابقة        | إجمالي الرفع | الترتيب |
| ------------------ | --------------- | ------------ | ------- |
| عبد الله كايابينار | رجال فئة −49 كغ | 180          | الثاني  |
| أوغور يوموك        | رجال فئة −72 كغ | 180          | 7       |
| نازمية مراتلي      | نساء فئة −45 كغ | 108          | الثالث  |
| بيسرا دومان        | نساء فئة −55 كغ | 113          | الثاني  |
| سيبل جام           | نساء فئة −73 كغ | 120          | الثالث  |

## التجديف
مثل تركيا في رياضة التجديف رياضيين اثنين.
| الرياضي                         | المسابقة               | التصفيات | التصفيات  | الاستدراك | الاستدراك      | النهائي  | النهائي |
| الرياضي                         | المسابقة               | الوقت    | الترتيب   | الوقت     | الترتيب        | الوقت    | الترتيب |
| ------------------------------- | ---------------------- | -------- | --------- | --------- | -------------- | -------- | ------- |
| نورشين شين يغيت دوغوكان بوزكورت | زوجي مختلط فئة بي آر 2 | 9:28.00  | 5 الإطلاق | 9:50.70   | 5 الجسم الكامل | 10:01.19 | 9       |

## الرماية
نالت تركيا 3 مقاعد في رياضة الرماية بفضل نتائج هؤلاء الرماة الثلاثة في كأس العالم 2022 و2023 و2024، وبطولة العالم 2022 ‏ وبطولة العالم 2023، وبطولة أوروبا لذوي الاحتياجات الخاصة 2023 ‏ وبطولة أوروبا 2024. كان يحق للرياضيين المشاركة طالما حصلوا على الحد الأدنى من درجة التأهيل بحلول 15 يوليو 2024.
الرجال
| الرياضي            | المسابقة                              | التصفيات | التصفيات | النهائي  | النهائي  |
| الرياضي            | المسابقة                              | النقاط   | الترتيب  | النقاط   | الترتيب  |
| ------------------ | ------------------------------------- | -------- | -------- | -------- | -------- |
| مراد أوغوز         | بي 1 - مسدس هوائي 10 متر فئة إس إتش 1 | 560      | 12       | لم يتقدم | لم يتقدم |
| محرم كورهان ياماتش | بي 1 - مسدس هوائي 10 متر فئة إس إتش 1 | 555      | 17       | لم يتقدم | لم يتقدم |

النساء
| الرياضية           | المسابقة                                      | التصفيات | التصفيات | النهائي  | النهائي  |
| الرياضية           | المسابقة                                      | النقاط   | الترتيب  | النقاط   | الترتيب  |
| ------------------ | --------------------------------------------- | -------- | -------- | -------- | -------- |
| آيسيل أوزغان       | بي 2 - مسدس هوائي 10 متر فئة إس إتش 1         | 560      | 4 Q      | 231.1    | الثاني   |
| آيشيغول بهليفانلار | بي 2 - مسدس هوائي 10 متر فئة إس إتش 1         | 556      | 7 Q      | 190.9    | 4        |
| جاغلا باش          | آر 2 – بندقية هوائية 10 متر واقف فئة إس إتش 1 | 613.0    | 14       | لم تتقدم | لم تتقدم |

مختلط
| الرياضي            | المسابقة                                       | التصفيات | التصفيات | النهائي  | النهائي  |
| الرياضي            | المسابقة                                       | النقاط   | الترتيب  | النقاط   | الترتيب  |
| ------------------ | ---------------------------------------------- | -------- | -------- | -------- | -------- |
| مراد أوغوز         | بي 3 – مسدس 25 متر فئة إس إتش 1                | 540      | 23       | لم يتقدم | لم يتقدم |
| محرم كورهان ياماتش | بي 3 – مسدس 25 متر فئة إس إتش 1                | 561      | 15       | لم يتقدم | لم يتقدم |
| جوات كاراغول       | بي 4 – مسدس 50 متر فئة إس إتش 1                | 495      | 27       | لم يتقدم | لم يتقدم |
| آيشيغول بهليفانلار | بي 4 – مسدس 50 متر فئة إس إتش 1                | 533      | 8 Q      | 142.7    | 6        |
| إرهان جوشكونر      | آر 3 – بندقية هوائية 10 متر منبطح فئة إس إتش 1 | 632.7    | 12       | لم يتقدم | لم يتقدم |
| إرهان جوشكونر      | آر 6 - بندقية 50 متر منبطح فئة إس إتش 1        | 609.1    | 32       | لم يتقدم | لم يتقدم |
| هاكان جيفيك        | آر 5 – بندقية هوائية 10 متر واقف فئة إس إتش 2  | 619.1    | 28       | لم يتقدم | لم يتقدم |
| هاكان جيفيك        | آر 5 – بندقية هوائية 10 متر منبطح فئة إس إتش 2 | 635.7    | 10       | لم يتقدم | لم يتقدم |

## السباحة
الرجال
| الرياضي              | المسابقة                              | التصفيات | التصفيات | النهائي  | النهائي  |
| الرياضي              | المسابقة                              | النتيجة  | الترتيب  | النتيجة  | الترتيب  |
| -------------------- | ------------------------------------- | -------- | -------- | -------- | -------- |
| أوموت أونلو          | 50 متر سباحة حرة فئة إس 3             | 44.90    | 1 Q      | 44.83    | الأول    |
| أوموت أونلو          | 50 متر سباحة على الظهر فئة إس 3       | 52.97    | 7 Q      | 53.17    | 7        |
| أوموت أونلو          | 200 متر سباحة متنوعة فردي فئة إس إم 3 | 3:16.68  | 5 Q      | 3:18.00  | 6        |
| أوموت أونلو          | 200 متر سباحة حرة فئة إس 3            | 3:20.29  | 1 Q      | 3:19.53  | الأول    |
| تورغوت أصلان يارامان | 100 متر سباحة حرة فئة إس 8            | 1:00.64  | 10       | لم يتقدم | لم يتقدم |
| تورغوت أصلان يارامان | 100 متر سباحة على الظهر فئة إس 8      | 1:08.87  | 7Q       | 1:07.72  | 4        |
| تورغوت أصلان يارامان | 200 متر سباحة متنوعة فردي فئة إس إم 8 | 2:32.28  | 11       | لم يتقدم | لم يتقدم |
| تورغوت أصلان يارامان | 400 متر سباحة حرة فئة إس 8 ‏           | 4:45.71  | 14       | لم يتقدم | لم يتقدم |

النساء
| الرياضية        | المسابقة                              | التصفيات | التصفيات | النهائي  | النهائي  |
| الرياضية        | المسابقة                              | النتيجة  | الترتيب  | النتيجة  | الترتيب  |
| --------------- | ------------------------------------- | -------- | -------- | -------- | -------- |
| سمية بوياجي     | 50 متر سباحة فراشة فئة إس 5           | 51.87    | 8 Q      | 49.67    | 7        |
| سمية بوياجي     | 50 متر سباحة على الظهر فئة إس 5       | 43.84    | 5 Q      | 43.30    | 4        |
| سمية بوياجي     | 100 متر سباحة حرة فئة إس 5            | 1:32.44  | 10       | لم تتقدم | لم تتقدم |
| سمية بوياجي     | 200 متر سباحة حرة فئة إس 5            | 3:17.25  | 12       | لم تتقدم | لم تتقدم |
| سيفيلاي أوزتورك | 50 متر سباحة فراشة فئة إس 5           | 44.70    | 3 Q      | 43.70    | الثالث   |
| سيفيلاي أوزتورك | 50 متر سباحة على الظهر فئة إس 5       | 45.34    | 8 Q      | 43.30    | 7        |
| سيفيلاي أوزتورك | 100 متر سباحة حرة فئة إس 5            | 1:35.50  | 14       | لم تتقدم | لم تتقدم |
| سيفيلاي أوزتورك | 200 متر سباحة متنوعة فردي فئة إس إم 5 | 4:00.04  | 10       | لم تتقدم | لم تتقدم |
| إليف إلديم      | 50 متر سباحة على الظهر فئة إس 2       | 1:44.64  | 9        | لم تتقدم | لم تتقدم |
| إليف إلديم      | 100 متر سباحة على الظهر فئة إس 2      | 3:37.03  | 9        | لم تتقدم | لم تتقدم |
| مريم نور تونوغ  | 200 متر سباحة حرة فئة إس 5            | 3:37.91  | 17       | لم تتقدم | لم تتقدم |
| مريم نور تونوغ  | 200 متر سباحة متنوعة فردي فئة إس إم 5 | 4:19.93  | 14       | لم تتقدم | لم تتقدم |

## تنس الطاولة
شاركت تركيا في منافسات تنس الطاولة بسبعة رياضيين. ضمنت إيبرو آجر مقعدا لها بعد فوزها في ألعاب فيرتوس العالمية 2023 التي أقيمت في فيشي بفرنسا. أما المقاعد الأخرى فقد تحصل عليها كل من عبد الله أوزتورك وكوبرا أوتشسوي كوركوت بفضل حصولهما على الميدالية الذهبية في فئتيهما في بطولة أوروبا 2023 في شفيلد. أما باقي المتأهلين، فقد ضمنوا المشاركة من خلال تخصيصات التصنيف العالمي النهائي لاتحاد تنس الطاولة الدولي.
الرجال
| الرياضي                     | المسابقة         | دور الـ16                             | ربع النهائي                           | نصف النهائي/ م.ب          | النهائي         | النهائي |
| الرياضي                     | المسابقة         | المنافس النتيجة                       | المنافس النتيجة                       | المنافس النتيجة           | المنافس النتيجة | الترتيب |
| --------------------------- | ---------------- | ------------------------------------- | ------------------------------------- | ------------------------- | --------------- | ------- |
| عبد الله أوزتورك            | فردي فئة سي 4    | أوغونكونلي (نيجيريا) · خ 1-3          | لم يتقدم                              | لم يتقدم                  | لم يتقدم        | 9       |
| نسيم توران                  | فردي فئة سي 4    | ماكسيميليانو رودريغيز (تشيلي) · ف 3-1 | كيم جونغ جيل (كوريا الجنوبية) · خ 1-3 | لم يتقدم                  | لم يتقدم        | 5       |
| علي أوزتورك                 | فردي فئة سي 5    | ليو (الصين) · ف 3-2                   | باوس (ألمانيا) · ف 3-2                | أورهاوغ (النرويج) · خ 0–3 | لم يتقدم        | الثالث  |
| عبد الله أوزتورك نسيم توران | زوجي فئة إم دي 8 | الأرجنتين · ف 3–1                     | كوريا الجنوبية · ف 3–0                | ألمانيا · خ 2–3           | لم يتقدما       | الثالث  |

النساء
| الرياضية                 | المسابقة                  | دور الـ16                   | ربع النهائي             | نصف النهائي/ م.ب                    | النهائي                  | النهائي |
| الرياضية                 | المسابقة                  | المنافسة النتيجة            | المنافسة النتيجة        | المنافسة النتيجة                    | المنافسة النتيجة         | الترتيب |
| ------------------------ | ------------------------- | --------------------------- | ----------------------- | ----------------------------------- | ------------------------ | ------- |
| هاتيجه دومان             | فردي فئة سي 3             | راغاتسيني (إيطاليا) · خ 0-3 | لم تتقدم                | لم تتقدم                            | لم تتقدم                 | 9       |
| كوبرا أوتشسوي كوركوت     | فردي فئة سي 7             | تقدم تلقائي                 | بيريز (المكسيك) · ف 3-2 | بلي توومي (بريطانيا العظمى) · ف 3-2 | فان زون (هولندا) · ف 2-3 | الثاني  |
| مريفه دمير               | فردي فئة سي 10            | بارتيكا (بولندا) · خ 0-3    | لم تتقدم                | لم تتقدم                            | لم تتقدم                 | 9       |
| إيبرو آجر                | فردي فئة سي 11            | تقدم تلقائي                 | فيرني (فرنسا) · ف 3-1   | وادا (اليابان) · خ 2-3              | لم تتقدم                 | الثالث  |
| مريفه دمير نسليهان كاواش | زوجي نساء فئة دبليو دي 20 | السويد · ف 3–0              | تايبيه الصينية · خ 0–3  | لم تتقدما                           | لم تتقدما                | 5       |

الزوجي
| الرياضي                       | المسابقة         | دور الـ32       | دور الـ16        | ربع النهائي     | نصف النهائي     | النهائي / م.ب   | النهائي / م.ب |
| الرياضي                       | المسابقة         | المنافس النتيجة | المنافس النتيجة  | المنافس النتيجة | المنافس النتيجة | المنافس النتيجة | الترتيب       |
| ----------------------------- | ---------------- | --------------- | ---------------- | --------------- | --------------- | --------------- | ------------- |
| عبد الله أوزتورك هاتيجه دومان | زوجي فئة إم دي 8 | —               | سلوفاكيا · خ 0–3 | لم يتقدما       | لم يتقدما       | لم يتقدما       | 9             |

## المبارزة على الكراسي المتحركة
بعد المشاركة في التصفيات، ضمن مبارز تركي واحد المشاركة في الألعاب البارالمبية بباريس.
فردي
| الرياضي     | المسابقة      | دور الـ16                        | ربع النهائي                       | نصف النهائي                            | إعادة 4                                | النهائي / م.ب                          | النهائي / م.ب |
| الرياضي     | المسابقة      | المنافس النتيجة                  | المنافس النتيجة                   | المنافس النتيجة                        | المنافس النتيجة                        | المنافس النتيجة                        | الترتيب       |
| ----------- | ------------- | -------------------------------- | --------------------------------- | -------------------------------------- | -------------------------------------- | -------------------------------------- | ------------- |
| هاكان أكايا | رجال فلوريه أ | شينتارو كانو (اليابان) · ف 15–12 | ريتشارد أوسفاث (المجر) · ف 15–14  | ماتيو بيتي (إيطاليا) · خ 9–15          | إيمانويل لامبرتيني (إيطاليا) · خ 11–15 | لم يتأهل                               | 6             |
| هاكان أكايا | رجال إيبيه أ  | ميخال ناليفايك (بولندا) · ف 15–5 | ماتيو دي روسي (إيطاليا) · ف 15–10 | بيرز غيليفر (بريطانيا العظمى) · خ 6–15 | أرتيم مانكو (أوكرانيا) · ف 14–13       | إيمانويل لامبرتيني (إيطاليا) · ف 15–13 | الثالث        |

## كرة المضرب على الكراسي المتحركة
شاركت تركيا بلاعبين فقط في هذه المنافسة.
| الرياضي                   | المسابقة    | دور الـ16                                              | ربع النهائي                                            | نصف النهائي                     | النهائي / م.ب                         | النهائي / م.ب |
| الرياضي                   | المسابقة    | المنافس النتيجة                                        | المنافس النتيجة                                        | المنافس النتيجة                 | المنافس النتيجة                       | الترتيب       |
| ------------------------- | ----------- | ------------------------------------------------------ | ------------------------------------------------------ | ------------------------------- | ------------------------------------- | ------------- |
| أحمد كابلان               | فردي الكواد | ديفيد واغنر (الولايات المتحدة) · ف 6–1, 6-2            | أندرو لابثورني (بريطانيا العظمى) · ف 6-4, 3-6, 6-3     | نيلز فينك (هولندا) · خ 1-6, 1-6 | غاي ساسون (إسرائيل) · خ 7-5, 4-6, 1-6 | 4             |
| أوغور ألتينيل             | فردي الكواد | غريغوري سليد (بريطانيا العظمى) · خ 6–76–8, 7–67–1, 6–1 | لم يتأهل                                               | لم يتأهل                        | لم يتأهل                              | 9             |
| أحمد كابلان أوغور ألتينيل | زوجي الكواد | غ/م                                                    | ليندرو بينا / · إيمانيتو سيلفا (البرازيل) · خ 2-6, 1-6 | لم يتأهلا                       | لم يتأهلا                             | 5             |

## أنظر أيضا
- تركيا في الألعاب البارالمبية